# Josep Antoni Oriol Novellas
Josep Antoni Oriol Novellas és un directiu en el camp de l'educació especial. Ha estat fundador de les escoles per a discapacitats psíquics Anna Grau i Mas Albornà.
També ha estat president de l'Associació Aspanias, que ha impulsat la coordinació de les associacions de pares de deficients psíquics a Catalunya. Per tot això el 2000 va rebre la Creu de Sant Jordi.